# رافائل آسونسائو
رافائل آسونسائو (انگلیسی: Raphael Assunção؛ زادهٔ ۱۹ ژوئیهٔ ۱۹۸۲) ورزشکار هنرهای رزمی ترکیبی اهل برزیل است. وی از سال ۲۰۰۴ میلادی تاکنون مشغول فعالیت بوده‌است.